# Joachim Phayao Manisap
Joachim Phayao Manisap (Thai: ยออากิม พเยาว์ มณีทรัพย์, Aussprache: [jɔːʔaːkim pʰájaw mániːsáp]; * 19. Juli 1929 in Chanthaburi, Zentralthailand; † 3. November 2007) war Bischof des Bistums Nakhon Ratchasima in Thailand.

## Leben
Joachim Phayao Manisap besuchte das Priesterseminar in Si Racha in der thailändischen Provinz Chonburi und am Urban College in Rom. Er empfing am 23. November 1958 das Sakrament der Priesterweihe.
1977 ernannte Papst Johannes Paul II. ihn zum Bischof des Bistums Nakhon Ratchasima in Thailand. Die Bischofsweihe am 3. September 1977 spendete ihm Bischof Lawrence Thienchai Samanchit. Mitkonsekratoren waren Bischof Alain Sauveur Ferdinand van Gaver und Erzbischof Michel Kien Samophithak.
Zum 30. November 2006 gab Papst Benedikt XVI. seinem Rücktrittsgesuch aus Gesundheitsgründen statt.